# José Luis Gómez (aktor)
José Luis Gómez (ur. 19 kwietnia 1940 w Huelvie) – hiszpański aktor filmowy, teatralny i telewizyjny; zajmuje się również reżyserią teatralną. 
Laureat nagrody dla najlepszego aktora na 29. MFF Cannes za kreację w filmie Pascual Duarte (1976) w reżyserii Ricarda Franco. Był również trzykrotnie nominowany do Nagrody Goya dla najlepszego aktora drugoplanowego.
W swojej karierze wystąpił w ponad 40 filmach i serialach telewizyjnych. Wśród nich były role w takich filmach, jak m.in.: Z przewiązanymi oczami (1978) Carlosa Saury, Duchy Goi (2006) Miloša Formana, Przerwane objęcia (2009) i Skóra, w której żyję (2011) Pedra Almodóvara.